# HMT Empire Windrush
Le HMT Empire Windrush - parfois aussi désigné sous le nom de MV Empire Windrush - est un navire connu pour avoir amené l'un des premiers gros contingents d'immigrés d'après-guerre en provenance des Caraïbes.

## Histoire du bateau

### Le MVMonte Rosa
Le MV Monte Rosa est construit en Allemagne par la compagnie allemande Blohm & Voss (les mêmes qui construisent le cuirassé Bismarck en 1936-1939)  et mis à l'eau à Hambourg le 13 décembre 1930. C'est un vaisseau de croisière, transportant des touristes (approuvés par les nazis) en Europe et Amérique du Sud ; jusqu'en 1936, il fait plus de 20 croisières de ce type. Les touristes à destination de Londres débarquent à Greenwich, près de l'endroit où se trouve actuellement le Cutty Sark.
Puis la deuxième guerre mondiale arrive. Le vaisseau est réquisitionné par le gouvernement nazi allemand et utilisé pour le transport de troupes lors de l'invasion de la Norvège. Plus tard en 1942, il est l'un des bateaux utilisés pour déporter en Allemagne des juifs norvégiens venant d'Oslo : transformé en bateau prison, les ponts inférieurs sont vidés de leurs mobilier, de grandes cages sont installées où les prisonniers sont répartis par sexe et par âge. Arrivés à Hambourg ils sont chargés dans des wagons de train à destination de Auschwitz,.
En mai 1945 le Monte Rosa est capturé (prise de guerre) vers Kiel par les Britanniques. Il est rebaptisé Empire Windrush.

### Le SSEmpire Windrush
En 1944 un autre bateau porte le nom : le HMS Windrush, qui s'est aussi appelé Découverte, est à Omaha beach, transportant des troupes pour le débarquement des Alliés en Normandie en juin 1944. Ce bateau est décommissionné après la guerre et son nom peut alors être attribué au Monte Rosa, qui devient le SS Empire Windrush en 1946 un an après sa capture. Le bateau ne pouvait pas reprendre les initiales HMT, réservées aux navires ayant servi dans la marine royale britannique. Mais comme c'est un bateau relativement important, le mot Empire est rattaché à son nouveau nom.
Le bateau est renommé d'après la Windrush, petite rivière de 56 km de long qui prend source dans les Cotswolds et conflue avec la Tamise vers Newbridge (en) en Oxfordshire. C'est aussi le nom d'un village, Windrush dans le Gloucestershire.
En juin 1948, le Windrush fait le voyage pour lequel il a 60 ans plus tard donné son nom à une génération, un scandale gouvernemental, un rapport de commission d'enquête, plusieurs associations (voir plus bas) et un phénomène social.
Le Windrush est utilisé dans les années 1950 pour le transport de troupes, parmi lesquelles les soldats britanniques vers la Corée en octobre 1950 dans le cadre de la participation des Nations unies à la guerre de Corée.
En février 1954 il quitte Yokohama au Japon pour ce qui s'avère être son dernier voyage. Le 28 mars, alors qu'il croise au large d'Alger, une explosion dans la salle des machines démarre un feu très important. Quatre membres e l'équipage sont tués par l’explosion : G.W. Stockwell, J.W. Graves, A. Webster et L. Pendleton ; le reste de l'équipage et les 1 276 passagers sont sauvés, dans ce que le quotidien The Guardian appelle “l'un des plus grands sauvetages de l'histoire maritime”.

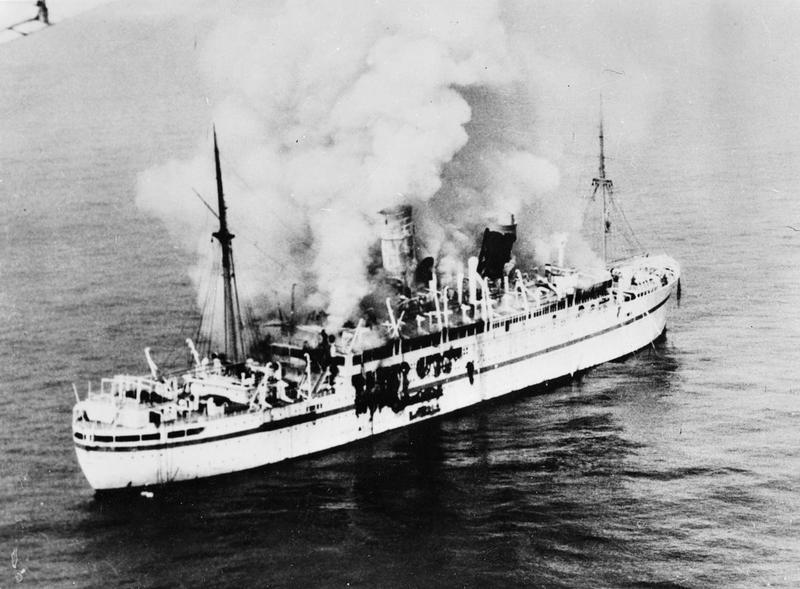
Mars 1954, le Windrush en feu au large du port d'Alger

## Juin 1948, la «génération Windrush»
Le 22 juin 1948, le Windrush arrive au port de Tilbury (en) en Essex, premier arrêt avant Londres pour les 1 027 passagers. Ce n'est pas le premier contingent d'immigrants caribéens à arriver en Grande-Bretagne, mais c'est le plus nombreux : en mars 1947, le SS Ormonde amène 108 migrants de Jamaïque à Liverpool ; suivi en décembre 1947 par l'SS Almanzora avec environ 200 personnes des Caraïbes, arrivant à Southampton. 
802 passagers de ce voyage du Windrush ont indiqué comme dernière résidence un des pays des Caraïbes et 693 d'entre eux ont l'intention de s'installer en Grande-Bretagne. 539 personnes viennent de Jamaïque, 139 des Bermudes, 119 d'Angleterre, 73 de Trinidad, 44 de Guyane britannique et d'autres pays caribéens et non-caribéens. Enfin, 66 passagers – principalement des réfugiés polonais déplacés s'étant vus accorder la nationalité britannique à la suite de la deuxième guerre mondiale – sont montés à bord au Mexique.
Ces personnes arrivées des Caraïbes constituent ce qu'on appelle aujourd'hui la « génération Windrush ».

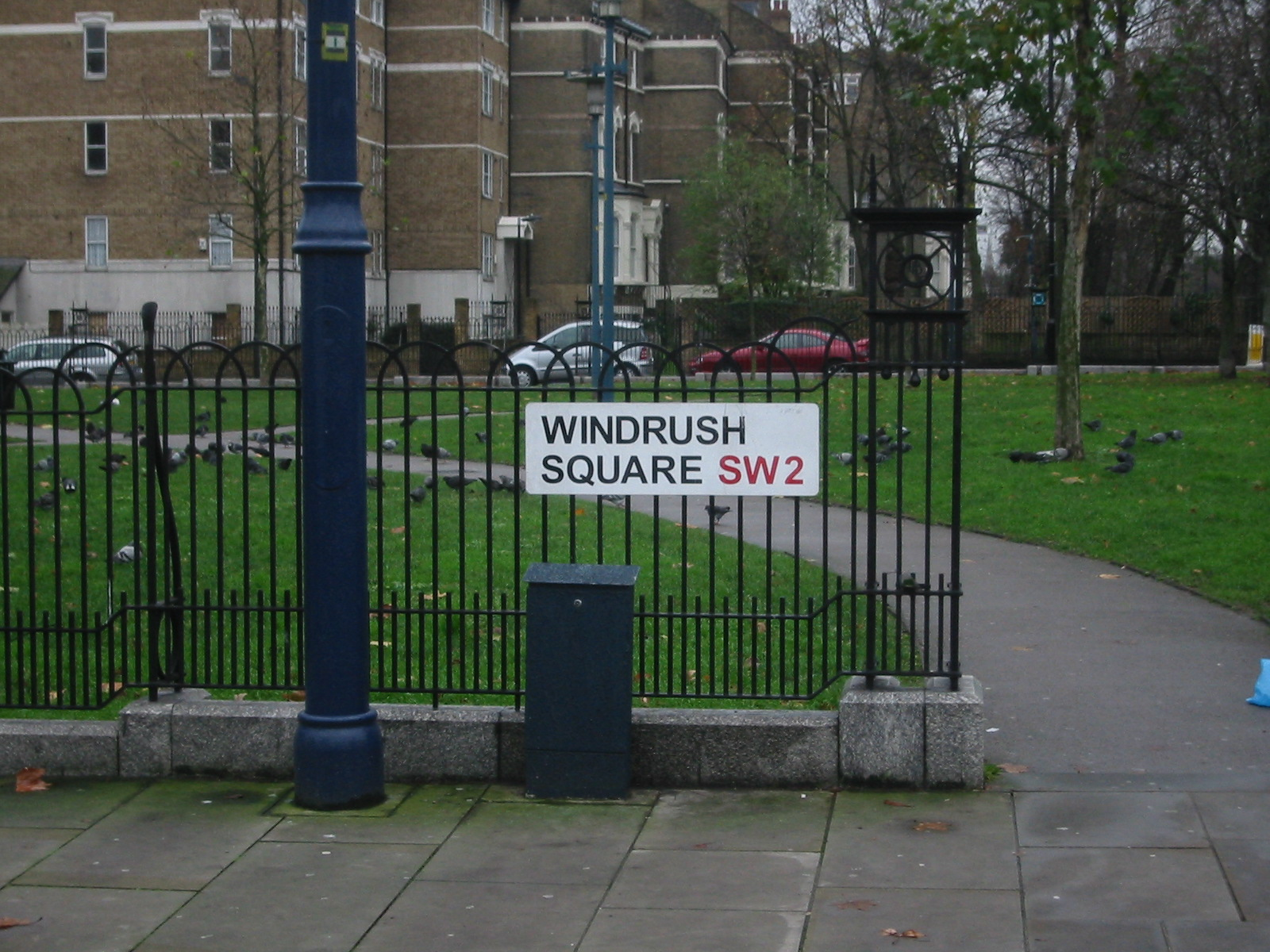
Windrush Square (en), Brixton centre, renommé[n 3] ainsi en 1998 pour le 50e anniversaire de l'arrivée du bateau

L'arrivée du Windrush est suivie deux jours plus tard par un appel de 11 députés travaillistes au premier ministre Clement Attlee pour arrêter l'“influx de gens de couleur” (“influx of coloured people"”).

### Le scandale Windrush
Le scandale Windrush (Windrush scandal), a éclaté en 2018. Il est le résultat de l'application aveugle de la politique de lutte contre l'immigration illégale menée par le premier ministre Theresa May dans les années 2010 : détentions illégales, déni des droits légaux, menaces de déportation, déportations effectives illégales dans au moins 83 cas,
,
,. Nombre des personnes affectées ont la nationalité britannique de naissance et sont arrivées en Grande-Bretagne avant 1973, principalement de pays caribéens. Mais le ministère de l'intérieur a décidé en 2010 de détruire les cartes de débarquement des années 1950 et 1960 plutôt que de les mettre aux archives publiques, sans même les digitaliser ; et d'imposer à chacun de fournir les preuves de leur domiciliation et activité année par année en Grande-Bretagne. De plus, à partir de 2013 les employés du ministère concerné ont perdu la possibilité d'étudier les dossiers au cas par cas.

En 2019 Goldsmiths, University of London Goldsmiths College recrée les cartes de débarquement sur la base de la liste des passagers dans les archives nationales. La base de données contient noms, nationalité, occupations et destinations prévues pour tous les passagers à bord.
En 2019, dans le sillage du scandale Windrush, le gouvernement a institué le 22 juin comme “Windrush Day”. Mais en 2020 la situation est toujours dramatique pour de nombreuses personnes légitimes concernées par les lois d'immigration passées en 2013 et 2015 et qui n'osent pas se faire connaître par peur du risque de déportation. La Windrush National Organisation scrute l'évolution et les résultats du Windrush Compensation Scheme.